# سمير خفاجي
سمير خفاجي (13 أغسطس 1930 - 21 سبتمبر 2018) هو كاتب سيناريو وكاتب ومخرج ومنتج مسرحي مصري.

## حياته ومسيرته
- سمير محمد خفاجي ولد 13 أغسطس عام 1930.[6] تعلم منذ الصغر حب المسرح[7]، وكان أبيه ياخذه إلى مسرح الريحاني على الأقل مرةً كل شهر[8]، سواء كانت المسرحية جديدة أم قديمة. فقد شاهدا أغلب مسرحيات نجيب الريحاني أكثر من مرة وهو طفل.[9][10]
- درس بمدرسة الإبراهيمية الثانوية[11]، ثم درس في كلية الحقوق بجامعة فؤاد الأول وكانت بدايته وهو طالب في كلية الحقوق حينما تعرف على كل من فؤاد المهندس الموظف في المدينة الجامعية والمأمون أبو شوشة والدكتور فوزي حسين[12]، والملحن يوسف شوقي.
- كان للاستاذ بديع خيرى أكبر الفضل عليه في تشجيعه وتعليمه فنون الكتابة والمسرح[13]، حيث اتجه إلى الإذاعة وهو طالب.[14]

- بدأ حب المسرح يستولى عليه منذ طفولته حتى وصل إلى المساهمة في تأسيس فرقة «ساعة لقلبك» منذ ستينات القرن العشرين، والتي ضمت عددًا كبيرًا من النجوم وقدمت عددًا من الأعمال الناجحة على مختلف مسارح الجمهورية، وساهمت في تقديم مجموعة كبيرة من النجوم كان من بينهم فؤاد المهندس وشويكار وخيرية أحمد.[15][16]

- تعاون سمير مع عدد من الكتاب منهم بهجت قمر في تقديم مجموعة من أبرز مسرحيات الفنان الراحل فؤاد المهندس، منها «سيدتي الجميلة»[17] و«حواء الساعة 12».[18]
- خرج من تحت عباءته عشرات النجوم الذين أضاءوا سماء الفن، صنع النجوم كان من بينهم فؤاد المهندس وشويكار وخيرية أحمد.[19]
- اكتشف «صانع النجوم»[20] مجموعة كبيرة من الممثلين الشباب وألقى عليهم الضوء ليحصلوا على النجومية[21]، وكان ذلك من خلال فرقة مسرحية جديدة كونها تدعى «الفنانين المتحدين»[22][23]، ساهمت في تقديم جيل جديد من الكوميديانات على المسرح مثل شيريهان عادل إمام[24][25] وسعيد صالح، ويونس شلبي وغيرهم، وقدمهم للجمهور في «مدرسة المشاغبين»[4]، التي حققت نجاحًا كبيرًا في ذلك الوقت وبمثابة انطلاقة قوية لأبطالها.[26]
- أصبح على مدار السنوات علامة مسجلة في المسرح، حيث كانت بصمته حاضرة في إنتاج وتأليف مجموعة من أبرز المسرحيات منها «العيال كبرت»[27]، «إنها حقا عائلة محترمة»، و«ريا وسكينة».[28][29]
- مرورًا بـ«الواد سيد الشغال»، «الزعيم»، وصولًا إلى آخر أعماله المسرحية «بودي جارد»، والتي كانت آخر أعمال فرقة «الفنانين المتحدين» عام 1999.[30]
- لم تقتصر إسهامات خفاجي على المسرح فقط، بل كان له مساهمات في السينما والدراما التلفزيونية[31]، حيث أنتج عددًا من الأعمال الشهيرة منها «غريب في بيتي»، «حب في الزنزانة»، «عصابة حمادة وتوتو».[32]
- وهب «خفاجي» نفسه للفن فلم يتزوج وأنفق أمواله على المسرح[33]، وقدم خلال مسيرة طويلة أكثر من 66 عملًا مسرحيًا، فضلًا عن تأليف 34 مسرحية، كما ألف كتاب يروي فيه مسيرته مع المسرح بعنوان «أوراق من عمرى».[34]

## أعماله[35]
عباس الأبيض في اليوم الأسود 2004 - مسلسل (مؤلف)
بودى جارد 1999 - مسرحية (مؤلف)
الزياره انتهت 1983 - مسرحية (مؤلف)
إنها حق عيله محترمه 1979 - مسرحيه (مؤلف)
قصة الحى الغربى 1975 - مسرحيه (مؤلف)
سيدتي الجميلة 1969 - مسرحيه (اقتباس)
مراتي مجنونة مجنونة مجنونة 1968 - فيلم (قصة و سيناريو وحوار)
المليونير المزيف 1968 - فيلم (مؤلف)
حواء الساعة 12 1968 - مسرحيه (اقتباس)
حصة قبل النوم 1967 - مسرحية (مؤلف)
البيجاما الحمراء 1967 - مسرحيه (اقتباس)
حالة حب 1967 - مسرحيه (إقتباس )
أنا وهى وسموه 1966 - مسرحيه (مؤلف)
جوزين وفرد 1966 - مسرحيه (اقتباس)
نمرة 2 يكسب 1966 - مسرحيه (اقتباس)
أنا فين وانت فين 1965 - مسرحية (مؤلف)
الزوج العاشر 1964 - مسرحيه (اعداد)
لوكاندة الفردوس 1964 - مسرحيه (إقتباس و سيناريو وحوار)
أنا وهو وهي 1964 - فيلم (إقتباس و حوار)
أنا وهو وهى 1963 - مسرحيه (مؤلف)
أصل و صوره 1963 - مسرحيه (اقتباس)
ساعة لقلبك 1957 - مسلسل اذاعي (مؤلف)
فى الانتاج
حب في الزنزانة 1983 - فيلم (منتج)
عصابة حمادة وتوتو 1982 - فيلم (إنتاج)
غريب في بيتي 1982 - فيلم (إنتاج)

## جوائز
- جائزتا النيل[50]
- جائزة الدولة التقديرية.[51]

## مرضه ووفاته
تعرض لجلطة سببت له صعوبات في الكلام والحركة وألزمته الكرسي المتحرك، مما أبعده عن العمل خلال السنوات الأخيرة حتي وفاته 21 سبتمبر 2018.